# Agencia Valenciana de Salud
La Agencia Valenciana de Salud (Agència Valenciana de Salut en valenciano), antes denominada Servicio Valenciano de Salud, fue un organismo autónomo, de carácter administrativo, de la Generalidad Valenciana, adscrito a la Consejería de Sanidad. Se suprimió en 2013 y sus funciones fueron asumidas por la propia Consejería.
Estaba dotada de personalidad jurídica propia y plena capacidad para el cumplimiento de sus fines, que se regía por lo dispuesto por la ley 3/2003, de 6 de febrero, de Ordenación Sanitaria de la Comunidad Valenciana, y por las disposiciones reglamentarias que se dictaran en desarrollo de la misma.
La Agencia Valenciana de Salud llevaba a cabo la gestión y administración del sistema valenciano de salud y de la prestación sanitaria de la Comunidad Valenciana.
En octubre de 2013, se suprimió la Agencia Valenciana de Salud, como medida de simplificación, pasando los trabajadores a depender directamente de la Conselleria de Sanidad.
Con esta medida, se unifican en el mismo órgano, la autoridad sanitaria, encargada de la planificación y dirección sanitaria, y el proveedor de servicios sanitarios, responsable de la prestación efectiva de la asistencia.

## Departamentos de salud
El sistema sanitario valenciano se ordena en departamentos de salud, que equivalen a las áreas de salud previstas en la Ley General de Sanidad. Los departamentos de salud son las estructuras fundamentales del sistema sanitario valenciano, siendo las demarcaciones geográficas en las que queda dividido el territorio de la Comunidad Valenciana a los efectos sanitarios.
En cada departamento de salud se garantizará una adecuada ordenación de la asistencia primaria y su coordinación con la atención especializada, de manera que se posibilite la máxima eficiencia en la ubicación y uso de los recursos, así como el establecimiento de las condiciones estratégicas. 
El gerente del Departamento de Salud es el encargado de la dirección y gestión de los recursos del Departamento, tanto de Atención Primaria como Asistencia Especializada y Socio-sanitaria.
Según Ley 3/2003, de 6 de febrero, de la Generalidad Valenciana, de Ordenación Sanitaria de la Comunidad Valenciana.